# Most na Tresaně
Most na Tresaně (chorvatsky Most na Tresani) je ocelový most na jihu Bosny a Hercegoviny, který dříve sloužil jako železniční, nyní po něm vede lokální silnice. Nachází se v blízkosti obce Gabela, překonává řeku Neretvu. 
Most je dvoupolový s rozpětími 101,00 + 30,70 m, celkové rozpětí činí 131,7 m. Most je konstruován jako příhradový ocelový, celková délka je 140 m. Most je široký 5,0 m a vysoký 12,0 m. Mostovka se skládá z nýtovaných podélníků a příčníků, celá konstrukce je dále zpevněna pomocí ztužidel.
Most byl vybudován za doby vlády Rakousko-Uherska v Bosně a Hercegovině jako součást železniční trati Gabela–Zelenika. Stavební práce byly zahájeny v roce 1898, otevřen byl v roce 1901. Most byl montován na dřevěné skruži. Ocelový most byl upevněn na dvou menších a jednom hlavními pilíři; ten byl vzhledem k špatným geologickým možnostem dna ukotven na kesonu a obložen kamením. 
Most byl vybudován jako nýtovaný, neboť tímto postupem bylo možné konstrukci na místě sestavit rychleji a levněji, než by v dané době bylo v případě jejího svařování.
Po zrušení trati však nebyl snesen, nýbrž upraven a přebudován na most silniční. Slouží tak místní dopravě mezi obcemi Gabela a Skočim. Na počátku 21. století byl most po desítkách let užívání bez rozsáhlejších oprav v kritickém stavu, bez znalosti jeho nosnosti.